# Women's Media Center
Le Women's Media Center (WMC) est un organisme féministe américain à but non lucratif de type 501(c)(3) fondé en 2005 par les écrivains et militantes Jane Fonda, Robin Morgan, et Gloria Steinem. Dirigé par la présidente Julie Burton, les travaux du WMC incluent des campagnes de plaidoyer, des récompenses, une formation aux médias et au leadership, ainsi que la création de contenu original.

## Représentation des femmes dans les médias
Le Women's Media Center « veille à ce que les femmes soient représentées de manière puissante et visible dans les médias » et « à diversifier le contenu et les sources des médias, afin que les récits et les perspectives des femmes et des filles soient mieux représentés ». L'organisation convoque des panels, publie des rapports, organise des campagnes populaires (grassroot) et rencontre des représentants des médias pour traiter des problèmes de représentation des femmes et de la diversité en général.
En réponse au rapport du groupe de travail sur la sexualisation des filles de l'American Psychological Association, le Women's Media Center s'est associé à plus de 10 autres organisations pour organiser la Sexualization Protest: Action, Resistance, Knowledge (Manifestation sur la sexualisation : action, résistance, connaissance), également connue sous le nom de Sommet SPARK. Le Sommet SPARK est un événement d'une journée pour discuter de la sexualisation des filles et la repousser, tout en suscitant un mouvement pour le droit des filles à une sexualité saine. Le Sommet SPARK a eu lieu le 22 octobre 2010 au Hunter College à New York.
Le Women's Media Center décerne un prix aux médias sociaux, qui « reconnaît les personnes qui ont apporté une contribution remarquable à l'amélioration de la visibilité et du pouvoir des femmes et des filles dans les médias », et dont Sady Doyle (en) est la première récipiendaire, en 2011,.

## Formation aux médias et sources d'experts
En 2008, WMC lance le programme de formation aux médias et au leadership de Progressive Women's Voices afin de mettre des femmes expertes qualifiées et faisant autorité en relation avec des éditeurs, des journalistes, des producteurs et des agents de réservation. SheSource, la base de données en ligne du WMC regroupe plus de 500 femmes expertes et sert aux journalistes pour la recherche de sources, de commentateurs et d'invitées de sexe féminin.

## Chien de garde contre le sexisme
WMC joue le rôle de garde-fou du sexisme dans les médias et élabore des campagnes pour promouvoir une couverture juste et équilibrée. Lors de l'élection présidentielle de 2008, le WMC a publié une vidéo intitulée « Le sexisme vend mais nous ne l'achetons pas » ainsi qu'une pétition pour attirer l'attention sur le sexisme contre les candidates lors des primaires. Une autre vidéo, Media Justice for Sotomayor traite de la couverture des médias racistes et sexistes lors des audiences de confirmation des audiences de Sonia Sotomayor, juge à la Cour suprême de 2009.
Le 31 août 2010, le WMC s'est associé à la Women's Forum Forum Foundation et à l'Initiative pour la parité politique du Hunt Alternatives Fund pour lancer Name it. Change it. (NICI), une campagne nationale qui aborde le sexisme dans les médias par rapport aux femmes politiciennes et candidates politiques. NICI vise à garantir la responsabilité par le biais d’un réseau d’intervention rapide coordonné afin de réduire considérablement les cas de misogynie des médias.